# Livistoninae
Livistoninae es una subtribu de plantas de flores perteneciente a la familia Arecaceae. Tiene los siguientes  géneros.

## Géneros
Según wilispecies
- Acoelorrhaphe
- Brahea
- Colpothrinax
- Copernicia
- Johannesteijsmannia
- Licuala
- Livistona
- Pholidocarpus
- Pritchardia
- Pritchardiopsis
- Serenoa
- Washingtonia[2]

Según GRIN
- Acanthosabal Prosch. = Acoelorrhaphe H. Wendl.
- Acoelorraphe H. Wendl., orth. var. = Acoelorrhaphe H. Wendl.
- Acoelorrhaphe H. Wendl.
- Arrudaria Macedo = Copernicia Mart. ex Endl.
- Brahea Mart. ex Endl.
- Colpothrinax Griseb. & H. Wendl.
- Copernicia Mart. ex Endl.
- Coryphomia Rojas Acosta = Copernicia Mart. ex Endl.
- Dammera Lauterb. & K. Schum. = Licuala Wurmb
- Diglossophyllum H. Wendl. ex Salomon = Serenoa Hook. f.
- Erythea S. Watson = Brahea Mart. ex Endl.
- Eupritchardia Kuntze = Pritchardia Seem. & H. Wendl.
- Glaucothea O. F. Cook = Brahea Mart. ex Endl.
- Johannesteijsmannia H. E. Moore
- Licuala Wurmb
- Livistona R. Br.
- Neowashingtonia Sudw. = Washingtonia H. Wendl.
- Paurotis O. F. Cook = Acoelorrhaphe H. Wendl.
- Pericycla Blume = Licuala Wurmb
- Pholidocarpus Blume
- Pritchardia Seem. & H. Wendl.
- Pritchardiopsis Becc.
- Saribus Blume = Livistona R. Br.
- Serenoa Hook. f.
- Styloma O. F. Cook = Pritchardia Seem. & H. Wendl.
- Teysmannia Rchb. & Zoll. = Johannesteijsmannia H. E. Moore
- Washingtonia H. Wendl. (
- Wissmannia Burret = Livistona R. Br.